# Fregaty rakietowe typu Maestrale
Fregaty rakietowe typu Maestrale – włoskie fregaty rakietowe, których służba w marynarce wojennej Włoch - Marina Militare - rozpoczęła się w latach 80. XX wieku. Zastąpiły okręty typu Centauro.

## Historia
Okręty typu Maestrale są powiększoną i zmodernizowaną wersją fregat typu Lupo. Większe rozmiary tych pierwszych spowodowały spadek prędkości maksymalnej w stosunku do ich poprzedniczek. Dzięki zmianom możliwe było jednak m.in. powiększenie lądowiska i hangaru dla śmigłowców oraz wyposażenie okrętu w nowy, holowany, sonar. Dzięki zastosowanej przy konstruowaniu okrętu technologii modułowej, udało się znacznie ograniczyć koszty budowy.
Głównym zadaniem opisywanych jednostek jest zwalczanie okrętów podwodnych, połączone z możliwością atakowania celów powietrznych i nawodnych. Okręty tego typu, zbudowane w liczbie 8 sztuk, stanowią obecnie trzon włoskiej marynarki wojennej i są intensywnie wykorzystywane w misjach pod auspicjami ONZ i NATO. W październiku 1994 roku fregata „Grecale” (F571) odwiedziła Gdynię, by wspólnie z polskimi okrętami wziąć udział w ćwiczebnym strzelaniu artyleryjskim na poligonie morskim.
Od chwili wprowadzenia okrętów tego typu do służby, w roku 1982, ich uzbrojenie nie uległo zasadniczej zmianie; wyjątek stanowią dwa dodatkowe działka 20 mm, przeznaczone do obrony przed szybkimi łodziami wypełnionymi materiałem wybuchowym.
W dniu 24 grudnia 2015 roku wycofano pierwszą fregatę „Maestrale” (F570). Reszta ma zostać wycofana ze służby w latach 2017-2024. Zastąpi je 10 fregat typu FREMM.

## Zbudowane okręty
Wodowanie pierwszego okrętu serii „Maestrale” (F570) miało miejsce 2 lutego 1981. Okręt wszedł do służby 7 marca 1982.
Łącznie w latach 1982 - 1985 zbudowano 8 okrętów typu Maestrale, z czego 7 powstało w stoczni Fincantieri S.p.A w Riva Trigoso, a jedna w stoczni Fincantieri S.p.A. w Muggiano i La Spezia.
- „Maestrale” (F570)(inne języki) - wodowanie 2 lutego 1981, wejście do służby 7 marca 1982, wycofanie ze służby 24 grudnia 2015
- „Grecale” (F571)(inne języki) - wodowanie 12 września 1981, wejście do służby 5 lutego 1983
- „Libeccio” (F572)(inne języki) - wodowanie 7 września 1981, wejście do służby 5 lutego 1983
- „Scirocco” (F573)(inne języki) - wodowanie 17 kwietnia 1982, wejście do służby 20 września 1983
- „Aliseo” (F574)(inne języki) - wodowanie 29 października 1982, wejście do służby 20 września 1983, wycofanie ze służby 8 września 2017
- „Euro” (F575)(inne języki) - wodowanie 25 marca 1983, wejście do służby 7 kwietnia 1984, wycofanie ze służby 2 października 2019
- „Espero” (F576)(inne języki) - wodowanie 19 listopada 1983, wejście do służby 4 maja 1985
- „Zeffiro” (F577)(inne języki) - wodowanie 19 maja 1984, wejście do służby 4 maja 1985